# Ed Podolak
Edward Joseph Podolak (Atlantic, 1º settembre 1947) è un ex giocatore di football americano statunitense che ha militato nel ruolo di running back nella National Football League (NFL).

## Carriera
Podolak fu scelto nel corso del secondo giro (48º assoluto) del Draft 1969 dai Kansas City Chiefs. Nella sua stagione da rookie vinse il Super Bowl IV.
Durante la sua carriera di nove anni dal 1969 al 1977, Podolak divenne il secondo leader di tutti i tempi della storia dei Chiefs con 4.451 yard e 34 touchdown su 1.158 portate. Giocò anche negli special team come ricevitore dei passaggi e come kick returner, ricevendo 288 passaggi per 2.456 yard e 6 touchdown. Le sue 8.178 yard combinate sono il secondo massimo della storia della franchigia. Podolak guidò i Chiefs in corse quattro volte, in ricezioni tre volte e in ritorni di punt tre volte.
Nella sconfitta dei playoff del 1971 contro i Miami Dolphins il giorno di Natale (a tutt'oggi la gara più lunga della storia della NFL), Podolak stabilì un record dei playoff con 350 yard totali: 85 corse, 110 su ricezione e 155 su ritorni. Podolak, che indossò il numero 14, fu introdotto  nella Chiefs Hall of Fame nel 1989.

## Palmarès

### Franchigia
Super Bowl : 1
Kansas City Chiefs: IV
- Campionati AFL : 1

Kansas City Chiefs: 1969

### Individuale
- Chiefs Hall of Fame